# Skjolds Plads (métro de Copenhague)
Skjolds Plads est une station de la ligne 3 du métro de Copenhague située sur la commune de Copenhague.

## Situation
Skjolds Plads est desservie par la ligne 3 du métro de Copenhague. Cette station souterraine se trouve entre Nørrebro et Vibenshus Runddel.

## Histoire
La station Skjolds Plads a ouvert au public le 29 septembre 2019 à l'occasion de la mise en service de la ligne 3 du métro de Copenhague.

## À proximité
- Quartier de Nørrebro
- Université de Copenhague : campus nord